# Purificazione del Tempio

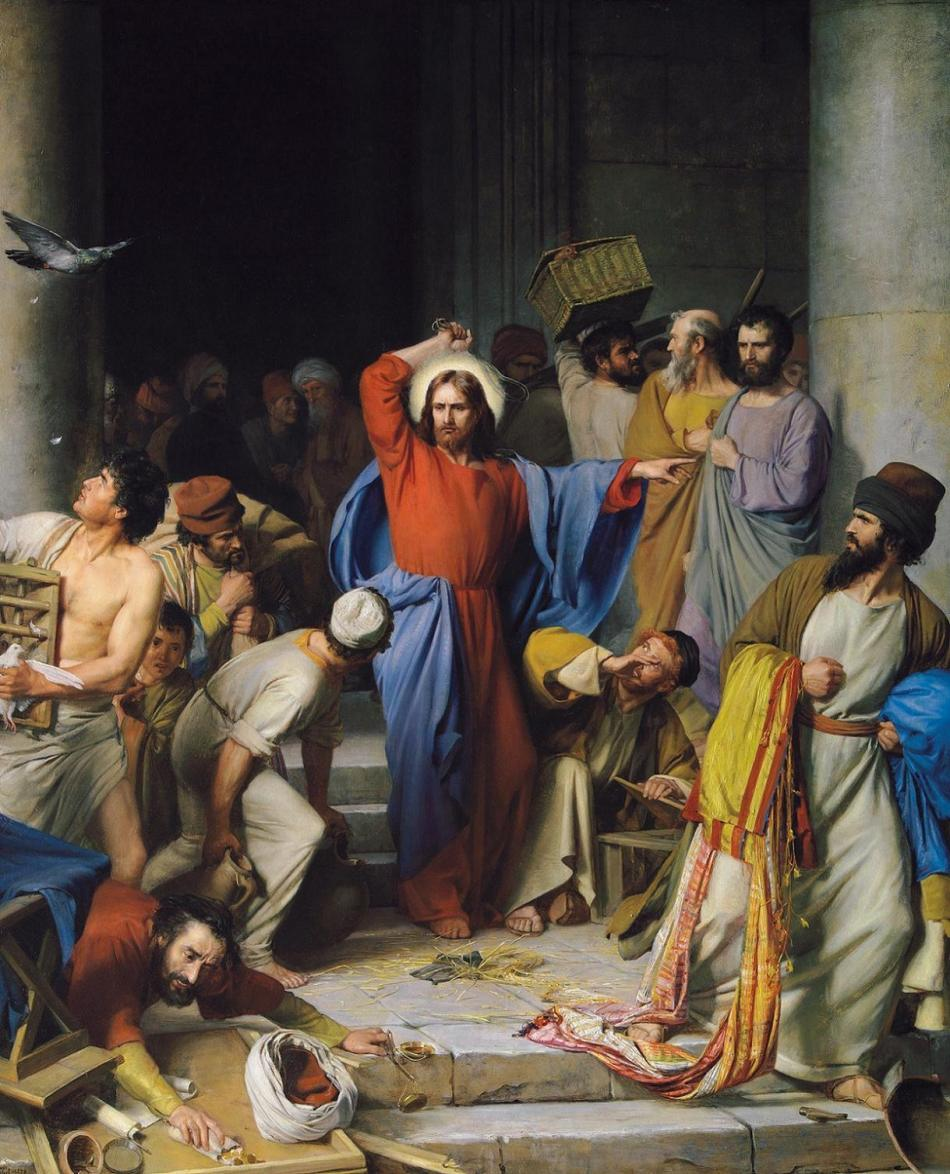
Cacciata dei venditori dal Tempio, opera di Carl Heinrich Bloch, 1872 circa.

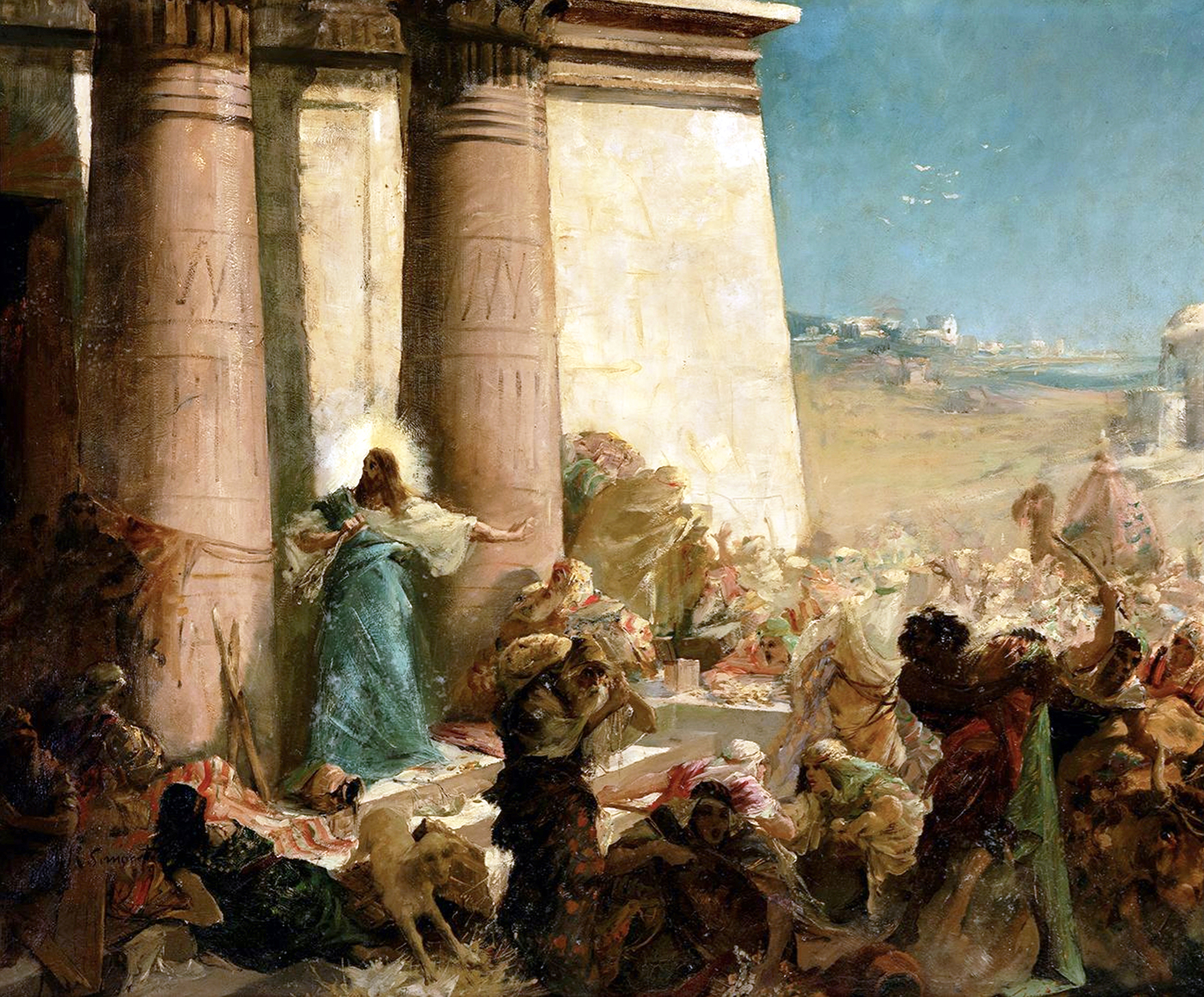
Cacciata dei venditori dal Tempio, opera di Enrique Simonet.

La cosiddetta purificazione del Tempio (oppure cacciata dei mercanti dal Tempio o cacciata dei venditori dal Tempio) è un episodio della vita di Gesù narrato dai vangeli canonici (Marco 11, 7-19; Matteo 21, 8-19; Luca 19, 45-48; Giovanni 2, 12-25).

## La vicenda
Secondo i racconti evangelici, Gesù visitò il Tempio di Gerusalemme. Qui vi erano mercanti di animali (buoi, pecore, colombe) e cambiavalute seduti al banco; Gesù cacciò tutti fuori dal tempio e rovesciò i tavoli dei cambiavalute.
La cacciata dei mercanti dal tempio era stata effettuata una prima volta da Neemia 13. Gesù, quindi, propone il ritorno all'antica purezza religiosa.

## Rispetto all'Antico Testamento
L'opera di Gesù contro i cambiavalute dà attuazione ad almeno due profezie dell'Antico Testamento:
(Ml 3,1-2)
(Zc 14,21)

## Significato teologico
Al tempo di Gesù per i giudei era prassi recarsi al Tempio di Gerusalemme tre volte all'anno, per le tre feste di pellegrinaggio di cui la Pasqua era la più importante, poiché in essa veniva celebrato il memoriale dell'Esodo, della liberazione dalla schiavitù in Egitto. Gesù, in ossequio alla sua tradizione, si reca al Tempio.
Disponendo liberamente del tempio fondato da re Davide e poi ricostruito da re Salomone, Gesù si presenta come il legittimo e ultimo re d'Israele, padrone della casa di Dio (v. genealogia di Gesù). Gesù si autoproclama figlio di Dio: "Portate via di qui queste cose e non fate della casa del Padre mio un mercato".
I cambiavalute operavano nel cosiddetto cortile dei gentili, l'area del tempio riservata ai pagani che essi non potevano oltrepassare a pena della morte; il resto del tempio era riservato al culto degli Israeliti. Scacciando i cambiavalute, Gesù afferma che anche Il cortile dei gentili era parte integrante e sostanziale del tempio e zona sacra, che la barriera che lo separava dagli Israeliti era illegittima e che quindi il tempio della salvezza era aperto a tutte le genti (Efesini 2,14: "Cristo è la nostra pace: egli dei due ha fatto una cosa sola, abbattendo il muro di separazione che li divideva, cioè l’odio, per mezzo della sua carne", nel senso che Cristo ha abbattuto la balaustra del cortile dei gentili, facendo di tutto il tempio un'unica area sacra e di pagani e gentili un solo corpo unito dalla salvezza in Cristo).
L'universalità della salvezza in Cristo è ribadita anche da Apocalisse 3,20: "Ecco: sto alla porta e busso. Se qualcuno ascolta la mia voce e mi apre la porta, io verrò da lui, cenerò con lui ed egli con me".

## Discrepanze narrative
Se in Matteo, Marco e Luca la purificazione del Tempio viene posta alla fine del ministero pubblico di Gesù, nel suo ultimo anno di vita, Giovanni la presenta agli inizi della predicazione di Gesù, cioè circa tre anni prima della condanna a morte. Nei Sinottici, anche nella scelta della collocazione temporale degli eventi che non sempre segue un criterio cronologico, vi è un chiaro collegamento fra questo episodio e la crocifissione.
Il Vangelo secondo Giovanni pone l'episodio durante il suo primo viaggio a Gerusalemme. Per alcuni studiosi, la purificazione del Tempio si sarebbe manifestata due volte in situazioni differenti. La discrepanza, però, potrebbe essere solo una conseguenza di una molto più ampia diversità fra la cronologia giovannea e quella sinottica: per Giovanni gli eventi della missione pubblica di Gesù si sviluppano lungo tre anni (sono tre le pasque citate nel suo vangelo).
Anche i vangeli sinottici - che, al contrario del Vangelo di Giovanni, pongono tutti l'episodio alla fine del ministero di Gesù - presentano tra loro differenze, riportando l'evento in due giorni diversi: per i vangeli di Luca e Matteo la cacciata dei mercanti dal Tempio avviene lo stesso giorno dell'ingresso a Gerusalemme di Gesù, mentre per Marco avviene il giorno dopo. Infatti, secondo il Vangelo di Marco, dopo l'ingresso a Gerusalemme, Gesù va a passare la notte a Betania per poi rientrare il giorno dopo a Gerusalemme e solo allora caccia i mercanti dal Tempio (quindi il lunedì, dopo che aveva già operato la Maledizione del fico rientrando da Betania). Per Luca e Matteo, invece, la cacciata dei mercanti dal Tempio avviene subito dopo l'ingresso a Gerusalemme (la domenica stessa, prima di maledire il fico); dopodiché Gesù si reca a Betania per passarvi la notte. Si noti che, secondo le ricorrenze festeggiate dalle chiese cristiane, si assume che l'ingresso a Gerusalemme sia stato di domenica (così come viene commemorato da cattolici, ortodossi e protestanti nella domenica delle Palme) anche se non si conosce il giorno esatto della settimana in cui è avvenuto, viste le discordanze tra gli evangelisti.
In merito alla collocazione dell'episodio, secondo gli studiosi della École biblique et archéologique française (i curatori della cattolica Bibbia di Gerusalemme) questo diverso ordine dei racconti è "spiegabile con l'evoluzione letteraria della tradizione" e "queste divergenze si spiegano se l'episodio del fico è stato introdotto più tardi in una trama primitiva". Analogamente, lo storico e teologo cristiano Rudolf Bultmann ritiene che le contraddizioni siano dovute ad "attività editoriale" degli evangelisti. Gli esegeti dell'interconfessionale Bibbia TOB ritengono che in Luca - a differenza di Marco in cui l'episodio del Tempio si svolge solo il giorno dopo dell'Ingresso a Gerusalemme - l'episodio sia posto giorno stesso per riaffermare "la solennità della sua [di Gesù] entrata" e "il senso della sua regalità". Gli studiosi curatori del cattolico Nuovo Grande Commentario Biblico - nel sottolineare invece la discrepanza del resoconto marciano con quello matteiano - ritengono che Marco abbia elaborato il racconto del fico che viene maledetto prima della purificazione del Tempio (al contrario di Matteo, in cui avviene il giorno successivo) intrecciando i due episodi con una sorta di racconto a "sandwich", in cui viene arricchito il significato simbolico della "mancanza di disponibilità da parte di Israele ad accettare Gesù".
Secondo, inoltre, gli esegeti dell'interconfessionale Bibbia TOB, Marco attribuisce a questo tipo di racconto un significato simbolico: "collocato tra i due episodi avvenuti nel Tempio, il fico può figurare il Tempio dove il Messia non trova nessun frutto". 
 Nel caso invece del Vangelo secondo Giovanni che, a differenza dei sinottici, pone l'episodio all'inizio e non alla fine del ministero di Gesù, alcuni studiosi ritengono possibile che "venne spostato quando fu aggiunto questo nuovo materiale". La collocazione dell'episodio in Giovanni potrebbe dipendere anche dalle sue prospettive teologiche: ponendolo all'inizio del ministero di Gesù, Giovanni, a differenza dei sinottici, gli attribuisce un significato programmatico, sottolineando il distacco di Gesù dal culto ebraico tradizionale e, come osserva il teologo cattolico Raymond Brown, "il punto di vista di Giovanni è differente [dai sinottici] siccome la purificazione del Tempio, posta prima, è più violenta ed è combinata con la dichiarazione della distruzione del santuario [...] tuttavia il ritratto di Giovanni è stato probabilmente influenzato dalla netta rottura della comunità giovannea con la sinagoga, così che Gesù veicola un messaggio di incompatibilità sin dall'inizio". Il racconto dell'episodio prepara la frase pronunciata nell'incontro con la samaritana, quando Gesù dirà che è arrivato il momento in cui Dio sarà adorato in spirito e verità.

## Discussioni sulla storicità
Alcuni studiosi anche cristiani come il teologo Rudolf Bultmann ritengono che le intenzioni degli evangelisti fossero essenzialmente teologiche e che molta parte del materiale evangelico seguente all'Ingresso in Gerusalemme non debba essere considerata come un resoconto storico di fatti di cronaca. 
Alcuni storici si sono soffermati su alcuni aspetti dell'episodio biblico, che ritengono storicamente problematici. Ad esempio alcuni ritengono inverosimile che Gesù possa aver condotto un'azione così violenta da solo: "Fatta allora una sferza di cordicelle, scacciò tutti fuori del tempio con le pecore e i buoi; gettò a terra il denaro dei cambiavalute e ne rovesciò i banchi" bloccando tutte le operazioni nel luogo più grande, frequentato e presidiato di Gerusalemme. Il Tempio di Gerusalemme era enorme: misurava 458 metri per 298 metri; centinaia di sacerdoti vi erano impegnati in migliaia di sacrifici (in particolare proprio durante le festività, come in questo caso); anche gli esegeti curatori del cattolico Nuovo Grande Commentario Biblico rilevano: "Come una sola persona potesse controllare un'area così vasta è difficile immaginarlo." Come osserva poi lo storico John Dominic Crossan, tra i cofondatori del Jesus Seminar, sia la polizia ebraica nei cortili del Tempio sia le truppe ausiliarie romane avrebbero certamente arrestato "qualsiasi incidente prima ancora che potesse avere inizio" e, visti i pericoli connessi al periodo della festa, "anche per un'azione simbolica contro il Tempio si sarebbe stati subito uccisi". Questo argomento è simile a quello avanzato dal biblista Marcus Borg.
A tali critiche replica Maurice Casey, il quale sottolinea come Gesù fu arrestato dalle guardie del Tempio (Marco 14,43-45) e crocifisso dai romani (Marco 15,16-27). Casey riconosce tuttavia che la risposta non fu immediata e giustifica ciò sottolineando come una reazione armata contro Gesù ed i suoi discepoli avrebbe potuto provocare un tumulto ed una strage simile a quella avvenuta ai tempi di Erode Archelao; per quanto riguarda i romani, Casey ritiene che sia improbabile che essi intervenissero per un incidente minore nel Tempio. Un'opinione simile è sostenuta dall'esegeta evangelico D.A. Carson, il quale ritiene che le autorità giudaiche non intervennero perché temevano la reazione della folla, che supportava il gesto di Gesù. Lo studioso Ed Parish Sanders ritiene che la cacciata dei mercanti dal tempio sia da considerare un fatto storico, e che esso fu il principale motivo dell'arresto e dell'esecuzione di Gesù.
Secondo Hans Küng, gli argomenti avanzati da alcuni studiosi contro la storicità dell’episodio non sono sufficientemente probanti, ma la narrazione degli evangelisti presenterebbe una certa enfasi e qualche esagerazione. In realtà si sarebbe trattato di un gesto di portata limitata dal valore simbolico, tipico dei profeti, tale da non assumere le dimensioni di un tumulto, cosa che avrebbe provocato l’intervento armato delle guardie del Tempio e del contingente romano dislocato nella vicina fortezza Antonia.
Ad alcuni studiosi appare storicamente inverosimile il comportamento di Gesù nei confronti degli operatori nel Tempio: i venditori di colombe ed animali svolgevano un compito importante, permettendo ai pellegrini - giunti spesso da lontano - di offrire un sacrificio, fondamentale per la purificazione dai peccati, senza dover portare con sé animali durante il lungo viaggio. I cambiavalute erano parimenti importanti, permettendo ai pellegrini di ottenere la valuta usata nel Tempio, in cui non era consentito usare monete romane con l'immagine di Cesare. Come osserva ancora Crossan, concordemente a Ehrman, tutte le operazioni nel Tempio erano lecite, "nessuno stava rubando, defraudando o contaminando i sacri recinti" e tali attività "erano elementi concomitanti assolutamente necessari per le basi fiscali e ai fini sacrificali del Tempio".
Casey sostiene invece che Gesù non predicò contro il sacrificio e che anzi lui stesso compì il sacrificio tradizionale visitando il tempio: quindi è errato interpretare questo brano evangelico come una condanna del vigente sistema dei sacrifici. Un simile errore sarebbe causato da una lettura incompleta del racconto evangelico marciano, che scarta arbitrariamente 11,16-17, mentre il significato corretto sarebbe l'obiezione di Gesù al fatto che la compravendita avvenisse all'interno del tempio.
Secondo Küng, l’attività dei commercianti e dei cambiavalute era legittima, ma molti di essi non si sarebbero comportati onestamente e ciò sarebbe andato a svantaggio soprattutto dei poveri; non per nulla Gesù se la sarebbe presa in particolare con i venditori di colombe, che erano gli animali che i poveri potevano permettersi di sacrificare a Dio. 
In merito a quale versione si possa ritenere storicamente attendibile, essendo il Vangelo secondo Giovanni in contrasto con i sinottici in merito alla collocazione temporale dell'evento, il teologo Raymond Brown evidenzia che "benché ci siano problemi riguardo al posizionamento della purificazione del Tempio da parte di Giovanni molto all'inizio del ministero di Gesù, mentre invece i sinottici lo posizionano negli ultimi giorni della vita di Gesù, molti studiosi accettano la seconda data come storica e la usano per confermare la cronologia di Luca che individua nell'anno 28 d.C. l'inizio dell'attività pubblica di Gesù". Tuttavia, un'osservazione di Casey sulla metodologia aiuta a comprendere che un corretto approccio deve tenere conto che nella cultura del tempo era considerato normale riscrivere la storia, quindi non è corretto usare le contraddizioni tra fonti diverse per concludere per l'insussistenza storica dei fatti narrati. Alcuni studiosi hanno invece avanzato un'interpretazione minoritaria, secondo cui Gesù avrebbe compiuto due volte la purificazione del Tempio e che il Vangelo di Giovanni e i sinottici riferirebbero di due diversi episodi.
Alberto Maggi sottolinea che Gesù non trova nel Tempio un atteggiamento religioso, ma un grande traffico commerciale autorizzato dalla classe sacerdotale, che si serve delle feste liturgiche per rafforzare il proprio potere e per sfruttare il popolo in nome di Dio. Da qui ha origine il gesto di condanna di Gesù, che però viene equivocato dai suoi discepoli, i quali pensano che intenda restituire al Tempio l’antico splendore. Il vangelo di Giovanni conclude il racconto dell’episodio affermando che molti credettero in Gesù, ma lui non si fidava di loro; con ciò, vuole invitare a non proiettare in Gesù le proprie aspettative umane, perché lui non è venuto per realizzare la volontà degli uomini, ma quella di Dio.